# Kế (họ 计)
Kế (giản thể: 计, phồn thể: 計) là một họ trong tiếng Trung. Kế xếp thứ 113 trong Bách gia tính; hiện nay, họ này không còn nằm trong danh sách 300 họ phổ biến nhất Trung Quốc. Trong các văn bản Latinh, họ này thường được viết là Ji theo bính âm, Chi theo Wade-Giles, Kai hoặc Gai theo Việt bính.

## Khởi nguyên
- Vốn là họ Tự, là hậu đại của Vũ, lấy tên nước làm họ. Thời Hạ Thương có nước Kế (nay ở tây nam thành phố Giao Châu, tỉnh Sơn Đông), là hậu nhân của Hạ Vũ, sau khi nước Kế bị nhà Chu bị diệt, con cháu liền lấy tên nước làm họ, từ đó có họ Kế.
- Sau khi Chu Võ Vương lập nên nhà Chu, liền phong hậu đại của Thiếu Hạo làm vua nước Cử, dựng đô tại Kế Cân (nay là tây nam thành phố Giao Châu, Sơn Đông). Vương tộc hậu duệ nước Cử lấy tổ tiên kiến lập thủ đô địa danh làm họ, trở thành một chi của họ Kế.
- Thời Xuân Thu, đại phu nước Việt là Kế Nhiên, sau đó phát sinh ra họ Kế. Kế Nhiên vốn họ Tân, bởi vì họ Tân chủ yếu có nguồn gốc từ họ Cơ, nước Tấn là chư hầu của họ Cơ (nhà Chu), cho nên nhánh họ Kế này cũng là hậu duệ của Hoàng Đế. "Thông chí - Thị tộc lược" có viết: "Tân thị sửa họ thành Kế thị". Kế thị vọng tộc sống ở quận Tề (nay là Lâm Tri, Sơn Đông), Kinh Triệu (nay là phía đông Trường An, Thiểm Tây).[3]

## Danh nhân lịch sử
- Kế Nhiên, còn gọi Kế Nghiên, người nước Việt thời Xuân Thu, là công tử nước Tấn. Vốn họ Tân, sau sửa thành họ Kế. Là người học rộng, sư phụ của Phạm Lãi.
- Kế Lễ, Hình bộ lang trung nhà Minh.
- Kế Lục Kỳ, sử gia Minh mạt Thanh sơ, có tác phẩm "Minh quý bắc lược", "Minh quý nam lược" ghi lại biên niên sử cuối thời nhà Minh.
- Kế Nam, họa sĩ thời nhà Thanh
- Kế Mặc, nhà thơ thời nhà Thanh